# Stor-Gravatjärnen
Stor-Gravatjärnen är en sjö i Bjurholms kommun i Ångermanland och ingår i Öreälvens huvudavrinningsområde. Sjön har en area på 0,119 kvadratkilometer och ligger 223,7 meter över havet. Sjön avvattnas av vattendraget Gravabäcken. Vid provfiske har abborre och öring fångats i sjön. Sjöns östra halva ligger inom Ytter-Gravabergets naturreservat.

## Delavrinningsområde
Stor-Gravatjärnen ingår i det delavrinningsområde (710068-165976) som SMHI kallar för Utloppet av Storgravatjärnen. Medelhöjden är 275 meter över havet och ytan är 3,35 kvadratkilometer. Räknas de 2 avrinningsområdena uppströms in blir den ackumulerade arean 10,87 kvadratkilometer. Gravabäcken som avvattnar avrinningsområdet har biflödesordning 2, vilket innebär att vattnet flödar genom totalt 2 vattendrag innan det når havet efter 95 kilometer. Avrinningsområdet består mestadels av skog (91 procent). Avrinningsområdet har 0,12 kvadratkilometer vattenytor vilket ger det en sjöprocent på 3,5 procent.